# پل بارت (جودوکار)
پل بارت (آلمانی: Paul Barth؛ زادهٔ ۲۰ سپتامبر ۱۹۴۵) جودوکار اهل آلمان بود.